# Miguel Ángel Txoperena
Miguel Ángel Txoperena, llamado Txoperena II (nacido en Yanci, Navarra el 27 de julio de 1952), es un ex pelotari español de pelota vasca en la modalidad de mano.
Forma parte de una saga de pelotaris compuesta por sus hermanos, todos ellos manistas.
Paso a profesionales en 1975. En su palmarés consta la txapela en el Manomanista de 2ª en 1978 y el subcampeonato en 1980.

## Finales del manomanista de 2ª Categoría
| Año  | Campeón      | Subcampeón   | Tanteo | Frontón |
| ---- | ------------ | ------------ | ------ | ------- |
| 1978 | Txoperena II | Urkiza       | 22-18  | Anoeta  |
| 1980 | Herran       | Txoperena II | 22-02  | Anoeta  |